# Koro zemní
Koro zemní (Hoplomys gymnurus) je hlodavec z čeledi korovití (monotypický zástupce). Vyskytuje se v Latinské Americe od Hondurasu po Ekvádor. Koro zemní se vyznačuje pásem bodlin na hřbetě a bocích. Na základě toho nese v angl. jazyce jméno armored rat („obrněná krysa“).

## Popis
Koro zemní se podobá středoamerické kryse Proechimys semispinosus, se kterou sdílí přibližně stejný areál výskytu. Na rozdíl od ní má však menší oči a protáhlejší oční štěrbiny.
Dospělci váží 220–820 gramů, přičemž samci dosahují vyšší hmotnosti než samice. Mláďata se rodí s jemnou srstí a bodliny jim začínají růst po prvním měsíci života. Bodliny na hřbetě a bocích měří na délku 33 mm a průměr mají 2 mm; jejich barva je v dolní části bílá a směrem od těla tmavší až černá. Trup i s hlavou měří na délku 220–320 mm a neosrstěný ocas dalších 150–255 mm. Zbarvení těla je v rozmezí od černé po rezavohnědou, vždy s bílým spodkem těla.
Koro žije nejčastěji v páru. Samička je březí 64 dnů a vrhne 1–3 mláďata, která odstaví za 3–4 týdny. Mladí jedinci pohlavně dospívají ve věku pěti měsíců.

## Stanoviště, potrava
Koro zemní je zemní živočich s převážně noční aktivitou, který obývá nory. Tyto nory jsou obvykle umístěny ve strmých svazích blízko zdroje vody a mohou měřit až 2 metry na délku (před hnízdní komorou). Koro se specializuje výhradně na zalesněná území a vyskytuje se od nížin až do nadmořské výšky 800 metrů.
Koro se živí převážně ovocem, případně semeny. Méně častěji pak částmi rostlin a příležitostně hmyzem.

## Role v ekosystému
Koro zemní je významný rozptylovač semen palmy Attalea butyracea, ale také zdroj a mezihostitel různých nemocí, z nichž některé mohou být přenosné i na člověka. Dále při sběru potravy vytváří cestičky, čímž vytváří prostředí pro jiné živočichy. Bylo zaznamenáno i využívání jeho nor jinými živočichy.